# Allons (Lot-et-Garonne)
Allons település Franciaországban, Lot-et-Garonne megyében. Lakosainak száma 167 fő (2022. január 1.). Allons Lartigue, Giscos, Losse, Lubbon, Maillas, Houeillès, Pindères, Sauméjan és Boussès községekkel határos.

## Népesség
A település népességének változása:
| Lakosok száma | 247  | 152  | 152  | 174  | 175  | 168  | 165  | 164  | 165  | 167  |
|               | 1968 | 1982 | 1990 | 2006 | 2013 | 2015 | 2017 | 2019 | 2020 | 2022 |